# Ivorische Rugby-Union-Nationalmannschaft
Die ivorische Rugby-Union-Nationalmannschaft (französisch Équipe de Côte d'Ivoire de rugby à XV) ist die Nationalmannschaft der Elfenbeinküste (Côte d’Ivoire) in der Sportart Rugby Union und repräsentiert das Land bei allen Länderspielen (Test Matches) der Männer. Die Mannschaft trägt den Spitznamen Les Éléphants („die Elefanten“), nach dem Wappentier des Landes, dem Afrikanischen Elefanten (Loxodonta africana). Die organisatorische Verantwortung trägt der 1961 gegründete Verband Fédération Ivoirienne de Rugby (FIR). Die Elfenbeinküste wird vom Weltverband World Rugby in die dritte Stärkeklasse (third tier) eingeteilt und gilt, zusammen mit Kenia und Simbabwe, traditionellerweise als eine der stärksten Nationalmannschaften Afrikas nach den Springboks aus Südafrika und den Welwitschias aus Namibia.
Der Rugby-Union-Sport in der Elfenbeinküste geht auf die französische Kolonialzeit zurück und ist seitdem stark von der früheren Kolonialmacht beeinflusst worden. Das erste Test Match fand 1990 gegen Simbabwe statt. Die Mannschaft errang bei Afrikameisterschaften noch keinen Titel und klassierte sich einmal auf dem vierten Platz. Sie nahm bisher an einer Weltmeisterschaft teil, verlor 1995 jedoch alle Spiele in der Vorrunde. Traditionell spielt die Elfenbeinküste in orangen Trikots mit weißen Hosen und grünen Socken – also in den Farben der Flagge der Elfenbeinküste.

## Organisation
Verantwortlich für die Organisation von Rugby Union in der Elfenbeinküste ist die Fédération Ivoirienne de Rugby (FIR). Der Verband wurde 1961 gegründet und 1988 Vollmitglied des International Rugby Football Board (IRFB; heute World Rugby). Die Fédération Ivoirienne de Rugby ist außerdem Gründungsmitglied der Confédération Africaine de Rugby (Confederation of African Rugby; heute Rugby Africa), die 1986 in Tunis von acht afrikanischen Verbänden gegründet wurde.
Die nationale Rugbymeisterschaft in der Elfenbeinküste wird unter dem Namen Championnat National de Rugby a XV in zwei Divisionen zwischen insgesamt 20 Teams mit Auf- und Abstieg ausgetragen. An der ersten Division Ligue ivoire rugby (LIR) nehmen acht Mannschaften teil und an der zweiten Division École de rugby zwölf. Ein Großteil der für die Nationalmannschaft antretenden Spieler speist sich aus dieser Liga, weitere Spieler sind vor allem in Frankreich als Profisportler tätig.
Neben der eigentlichen Nationalmannschaft ruft die FIR weitere Auswahlmannschaften zusammen. Wie andere Rugbynationen verfügt die Elfenbeinküste über eine U-20-Nationalmannschaft, die an den entsprechenden Weltmeisterschaften teilnimmt. Kinder und Jugendliche werden bereits in der Schule an den Rugbysport herangeführt und je nach Interesse und Talent beginnt dann die Ausbildung.

## Geschichte

### Einführung und Verbreitung von Rugby
Das Rugby wurde während der französischen Kolonialzeit in die Elfenbeinküste gebracht. Das erste dokumentierte Spiel fand kurz nach dem Ende des Zweiten Weltkrieges statt und wurde 1946 von Mme André Benois zwischen Einwanderern organisiert. Für das Spiel wurde ein improvisierte Ball verwendet, der aus dem Schlauch eines Autoreifens hergestellt wurde. Französische Schulmeister, die in dem Land arbeiteten, entwickelten den Sport weiter. Als ehemalige französische Kolonie war die Entwicklung des Sports vor allem von Frankreich beeinflusst und zahlreiche Spieler wie Max Brito spielten dort. Obschon die Ursprünge des ivorischen Rugby in den 1960er Jahren und davor liegen, erfuhr der Sport erst Anfang der 1980er Jahre einen Wachstumsschub, als der französische Beamte Jean-François Turon den Sport an der Universität Abidjan etablierte. Dabei wurde er unterstützt von François Dali, der als der „Vater des ivorischen Rugby“ gilt; dessen Sohn Athanase Dali war in den 1990er Jahren Kapitän der Nationalmannschaft.
1961 erfolgte die Gründung des Verbandes Fédération Ivoirienne de Rugby (FIR). 1978 trat er der Fédération internationale de rugby amateur (FIRA; heute Rugby Europe) bei und war bis 1999 Mitglied, ehe sich der Kontinentalverband auf Europa beschränkte. Im Januar 1986 war die Elfenbeinküste in Tunis eines der Gründungsmitglieder der Confédération Africaine de Rugby (Confederation of African Rugby; heute Rugby Africa). Die anderen Gründungsmitglieder waren die Verbände aus Kenia, Madagaskar, Marokko, Senegal, den Seychellen, Tansania und Tunesien. Ivorische Vertreter nahmen im selben Jahr an der Jahrhundertfeier des International Rugby Football Board (IRFB; heute World Rugby) teil. Im Jahr 1985 beschloss der IRFB, der damals noch sehr exklusiv war und nur acht Mitglieder zählte, die Einführung der Weltmeisterschaft. Für die erste Austragung 1987 vergab der IRFB neun Startplätze durch Einladungen, wobei die Elfenbeinküste unberücksichtigt blieb. 1988 erfolgte die Aufnahme des ivorischen Verbandes in den IRFB. Während der Qualifikation zur Weltmeisterschaft 1991 bestritt die Elfenbeinküste ihr erstes Test Match gegen Simbabwe, das sie mit 9:22 verlor. Nachdem die Mannschaft auch in ihren anderen beiden Spielen Tunesien und Marokko unterlegen war, schied sie aus.

### Erste Weltmeisterschaftsteilnahme
In der ersten Runde der Afrikaqualifikation zur Weltmeisterschaft 1995 gelangen den Ivorern Siege sowohl über Tunesien (19:16) als auch Marokko (15:3), womit sie die zweite Runde erreichten. Dort setzte sich das Team nach einer Niederlage gegen Marokko (9:17) sowie Siegen über Namibia (13:12) und Simbabwe (17:10) durch. Die favorisierten Namibier ließen für das Spiel gegen die Elfenbeinküste Schlüsselspieler pausieren und bezahlten den Preis dafür. Nach zwei Siegen erreichte die Elfenbeinküste erstmals die Endrunde. Damit war sie das erste frankophone Land Afrikas und auch das erste außerhalb des südafrikanischen Einflussbereiches, das sich für dieses Turnier qualifizieren konnte. Da die Mannschaft im Gegensatz zu denen des südlichen Afrikas komplett aus „schwarzen“ Spielern bestand, wurde dies als positives Zeichen für das afrikanische Rugby gewertet. Der Nationaltrainer Claude Ezoua meinte dazu, man wolle der Welt zeigen, dass es im afrikanischen Rugby mehr gibt als nur Südafrika. Obschon die Hälfte der Mannschaft bei französischen Klubs spielte, waren 25 der 26 Spieler Ivorer, davon die meisten aus Abidjans Hafenviertel. Ebenso befanden sich acht der zehn ivorischen Rugbyklubs in der Hafen- und früheren Hauptstadt.
Bei der Weltmeisterschaft 1995 wurden die Ivorer in Gruppe D mit Schottland, Frankreich und Tonga gelost. Ihr erstes Spiel bestritten sie gegen die Schotten unter ihrem Kapitän Gavin Hastings, der vier Versuche legte, zwei Straftritte erzielte und neun der 13 schottischen Versuche erhöhte. Damit erzielte er die damals meisten Punkte eines einzelnen Spielers in einem Spiel. Die 0:89-Niederlage ist gleichzeitig die deutlichste der ivorischen Verbandsgeschichte. Diese Niederlage zeigte den wachsenden Abstand zwischen den führenden Rugbynationen mit ihren immer intensiver trainierenden Spielern und den physisch oder aufgrund Ressourcenmangels zurückfallenden Teams.
Im zweiten Spiel trafen sie mit Frankreich auf das Land, in dem die meisten Spieler der ivorischen Nationalmannschaft spielten, darunter ihr Kapitän Djakaria Sanoko bei der zweiten Mannschaft von Biarritz Olympique. Les Éléphants traten überraschend stark auf und schafften es trotz der Niederlage, zwei Versuche gegen den späteren Halbfinalisten zu erzielen, zunächst Abubacar Camara in der ersten Halbzeit mit dem ersten Versuch in der Verbandsgeschichte bei einer Weltmeisterschaft und schließlich der Flügelstürmer Aboubacar Soulama in der zweiten Halbzeit. Die Elfenbeinküste unterlag schließlich mit 18:54.
In ihrem letzten Gruppenspiel trafen die Ivorer auf Tonga. Die Tongaer gewannen mit 29:11 und eliminierten damit die Elfenbeinküste nach drei Niederlagen in drei Spielen aus dem Turnier. Ein folgenschwerer Unfall des Ivorers Max Brito überschattete das Spiel: In der dritten Spielminute fiel er nach einem Tackle auf den Boden, mehrere Spieler landeten auf ihm und er blieb bewusstlos liegen. Er wurde sofort in ein Krankenhaus gebracht, wo sein Leben gerettet werden konnte. Jedoch blieb er vom Hals abwärts gelähmt und war seitdem auf einen Rollstuhl angewiesen. Brito starb im Dezember 2022 ohne sich von dem Unfall erholt zu haben.

### Verpasste Turniere

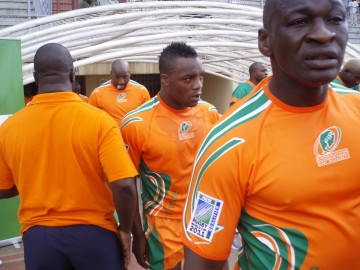
Die ivorische Nationalmannschaft im Stade Félix Houphouët-Boigny vor ihrem Qualifikationsspiel für die Weltmeisterschaft gegen Sambia am 21. Juli 2008.

Nach dem schweren Unfall von Max Brito gab fast eine ganze Spielergeneration den Sport auf, worauf der ivorische Rugbysport Ende der 1990er Jahre in einer Krise steckte. Die Nationalmannschaft zog sich für drei Jahre aus internationalen Turnieren zurück und nahm erst wieder im September 1998 an der Qualifikation zur Weltmeisterschaft 1999 teil. Diese verlief enttäuschend, nachdem die Elfenbeinküste alle drei Spiele gegen Namibia (10:22), Simbabwe (0:32) und Marokko (3:6) während des Turnieres in Casablanca verloren hatte. Nach der Rückkehr der Elfenbeinküste in den internationalen Spielbetrieb erwiesen sich neben Kenia, Namibia und Simbabwe nun auch Marokko und Tunesien als ernstzunehmende Konkurrenten in der Afrikameisterschaft und der WM-Qualifikation. Beide nordafrikanische Teams hatten sich nach der Umstrukturierung der Europameisterschaft der neu gegründeten kontinentalen Meisterschaft angeschlossen. Wie auch bei den Ivorern orientierte sich das Rugby der Marokkaner und Tunesier vor allem an dem der früheren Kolonialmacht Frankreich. Die Elfenbeinküste fiel jedoch nicht nur aufgrund der Umstrukturierung des internationalen Spielbetriebes im kontinentalen Vergleich zurück, sondern auch aufgrund der Professionalisierung des Rugbysports, da das Land über keine Profiliga verfügt.
2000 fand die erste Austragung der Afrikameisterschaft ohne Beteiligung der Elfenbeinküste statt. Ein Jahr später nahmen die Ivorer an der Afrikameisterschaft 2001 teil, verloren aber beide Spiele gegen Marokko: 11:18 daheim und 18:20 auswärts. Gegen Tunesien erzielten sie auswärts ein 11:11-Unentschieden und daheim einen 46:0-Sieg. Mit ihrem zweiten Gruppenplatz verpassten sie das Finale. In der Afrikameisterschaft 2002, die als Qualifikation zur Weltmeisterschaft 2003 diente, schied die Elfenbeinküste nach zwei Niederlagen gegen Tunesien (8:13) und Marokko (21:23) aus.
In der Afrikameisterschaft 2003 resultierte eine knappe Niederlage gegen Marokko (16:18), während die Mannschaft das Spiel gegen Tunesien wegen dessen Rückzug forfait gewann. Ein Jahr später erreichten die Ivorer nach Siegen über Tunesien (8:3) und Kamerun (17:10) sowie einer Niederlage gegen Marokko den zweiten Gruppenplatz. In der Afrikameisterschaft 2005 verlor das Team gegen Namibia forfait und ging gegen Madagaskar (10:30) unter. 2005 begann für die Ivorer die Qualifikation zur Weltmeisterschaft 2007 nach zwei Siegen über Senegal (20:6) und Simbabwe (33:3) vielversprechend. Die Afrikameisterschaft 2006 war ebenfalls Teil der Qualifikation, dort resultierten jedoch gemischte Ergebnisse gegen Marokko – ein 9:9-Unentschieden daheim und eine 7:23-Auswärtsniederlage – und Uganda – mit einer 7:32-Auswärtsniederlage und einem 18:7-Heimsieg – woraufhin sie ausschieden.
Die Afrikameisterschaft 2007 beendeten die Ivorer nach zwei knappen Gruppensiegen über Senegal (12:10) und Tunesien (22:19) und einer knappen Niederlage gegen Madagaskar im Halbfinale (25:32) mit einer ebenso knappen Niederlage gegen Kenia im Play-off (17:20) auf dem vierten Platz, ihr bestes Ergebnis in diesem Turnier. In der Afrikameisterschaft 2008/09, die gleichzeitig als Afrikaqualifikation zur Weltmeisterschaft 2011 diente, erreichte die Mannschaft nach Siegen über Sambia (32:9) und Marokko (21:9) das Halbfinale. Dort traf sie auf Namibia und erzielte ein 13:13-Unentschieden in Abidjan, während die Ivorer mit 14:54 in Windhoek unterlagen und damit erneut die Endrunde verpassten.
In der Afrikameisterschaft 2010 resultierte eine Halbfinalniederlage gegen Marokko (3:60) und eine Niederlage im Play-off um den dritten Platz gegen Senegal (6:21). Im darauf folgenden Jahr zog sich die Elfenbeinküste aus finanziellen Gründen zurück. 2012, gleichzeitig die erste Runde der Afrikaqualifikation zur Weltmeisterschaft 2015, schied die Elfenbeinküste in der Gruppenphase aus, nachdem sie in einer Gruppe von fünf Mannschaften den zweiten Platz erreicht hatte. Jede Mannschaft hatte je zwei Spiele bestritten und die Elfenbeinküste erreichte trotz zweier Siege nur den zweiten Platz hinter Botswana, das ebenfalls zwei Siege verbuchen konnte und die nächste Runde erreichte.
Im darauf folgenden Turnier gewannen die Ivorer ihre Gruppe nach deutlichen Siegen über Sambia (77:3) und Mauritius (83:3) sowie einem knappen Sieg über Marokko (18:15). 2014 erreichte das Team nach einem knappen Halbfinalsieg über Uganda (22:19) das Divisionsfinale, wo es jedoch Tunesien unterlag (6:26). Ein Jahr später unterlag es  in der Division 1B Uganda (11:40) und Madagaskar (26:30), woraufhin ein knapper Sieg über Senegal gelang (22:19), womit das Team den Aufstieg in die Division 1A versäumte. Ebenfalls 2015 wurde das Finanzmanagement des Verbandes als „undurchsichtig und mangelhaft“ eingestuft, woraufhin die nationale Meisterschaft ausgesetzt wurde. Der Weltverband World Rugby stellte daraufhin seine Subventionen an den ivorischen Verband ein.
2016 wurde die Mannschaft in ihrer Division zweite hinter Tunesien und erreichte damit in der Qualifikation zur Weltmeisterschaft 2019 die nächste Runde, die ein Jahr später im Finale des Africa Silver Cups gegen Marokko in Casablanca ausgespielt wurde. Dort unterlagen sie jedoch mit 3:8 und verpassten damit den Gold Cup, die letzte Qualifizierungsrunde. Die Ivorer verblieben damit im Silver Cup, den sie 2018 nach einem Sieg über Senegal (25:21) und einer Niederlage gegen Algerien (13:23) auf dem zweiten Gruppenplatz abschlossen. Im Jahr 2020 stellte der Verband sein Rugby-Akademie-Projekt vor, das vom Nationalen Rugby-Zentrum des französischen Verbandes inspiriert ist und nach Max Brito benannt wurde.
Nachdem das Turnier zweimal wegen der COVID-19-Pandemie ausgefallen war, nahmen die Ivorer an der Afrikameisterschaft 2021/22 teil, die sich ausnahmsweise über zwei Jahre erstreckte. Die 2021 in Grand-Bassam ausgetragene Vorrunde begann mit einem überraschenden Sieg über Namibia (24:13) und einer knappen Niederlage gegen Madagaskar (19:24), womit die Ivorer in die K.-o.-Phase einzogen. Aus epidemiologischen Gründen fand diese im Juli 2022 in den französischen Städten Marseille und Aix-en-Provence statt. Im Viertelfinale scheiterten sie jedoch an Simbabwe (11:38) und verpassten damit auch die Weltmeisterschaft 2023. Die Mannschaft erreichte das Spiel um den fünften Platz gegen Uganda, unterlag dort jedoch denkbar knapp mit 17:18.
Bei der Afrikameisterschaft 2024 unterlagen die Ivorer im Viertelfinale den Algeriern (mit 12:32). Das Team erreichte schließlich das Spiel um den siebenten Platz und bezwang Burkina Faso mit 23:10. Die Afrikameisterschaft 2025 war Teil der Qualifikation zur Weltmeisterschaft 2027, die Elfenbeinküste scheiterte jedoch abermals im Viertelfinale an Algerien (mit 6:41) und unterlag danach im Platzierungsspiel um den siebenten Platz dem Gastgeber Uganda (mit 17:37).

## Trikot, Logo und Spitzname

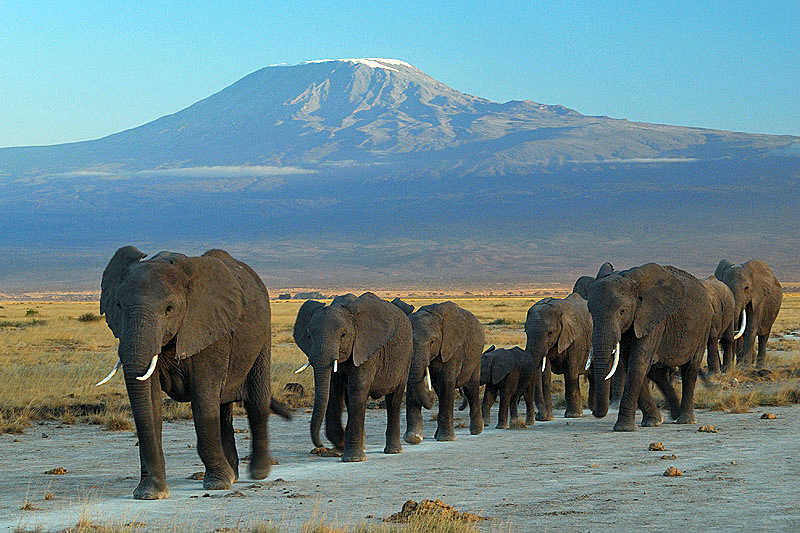
Der Afrikanische Elefant, Emblem der ivorischen Nationalmannschaft

Die Elfenbeinküste spielt traditionell in orangen Trikots mit weißen Hosen und grünen Socken, nach den Farben der Flagge der Elfenbeinküste. Das Auswärtstrikot ist weiß mit orangen Hosen und orangen Socken.
Aktueller Trikotausrüster der ivorischen Nationalmannschaft ist der französische Sportartikelhersteller world flair und Trikotsponsor ist das französische Handelsunternehmen Touton. Auf den Trikots erscheint das Verbandslogo auf der rechten Seite, das Ausrüsterlogo links und das Sponsorenlogo in der Mitte.
Das Logo der Fédération Ivoirienne de Rugby zeigt einen Rugbyspieler vor Malstangen und einem Afrikanischen Elefanten, dem Wappentier der Elfenbeinküste. Der Spitzname der Nationalmannschaft lautet dementsprechend Les éléphants („die Elefanten“).

## Stadion

Das Mehrzweckstadion Stade Félix Houphouët-Boigny, Heimstadion der ivorischen Rugbymannschaft

Das Heimstadion für Länderspiele der ivorischen Nationalmannschaft ist das Stade Félix Houphouët-Boigny in der Hafenstadt Abidjan mit einer Kapazität von 50.000 Zuschauern. Es ist Eigentum der ivorischen Regierung, die es dem Rugbyverband zur Benutzung zur Verfügung stellt. Hier werden fast alle Heimspiele der Nationalmannschaft, die meisten Spiele der Meisterschaft sowie andere Rugbyveranstaltungen durchgeführt. Hauptnutzer ist die ivorische Fußballnationalmannschaft. Nach der Austragung des Afrika-Cup 2024 wurde zugesagt, die Fußballstadien auch dem Rugby zugänglich zu machen.

## Test Matches
Die Elfenbeinküste hat 37 ihrer bisher 84 Test Matches gewonnen, was einer Gewinnquote von 44,05 % entspricht. Die Statistik der Test Matches der Elfenbeinküste gegen alle Nationen, alphabetisch geordnet, ist wie folgt (Stand Mitte Juli 2025):
| Land         | Spiele | Gewonnen | Unent- schieden | Verloren | % Siege |
| ------------ | ------ | -------- | --------------- | -------- | ------- |
| Algerien     | 4      | 0        | 0               | 4        | 0,00    |
| Botswana     | 2      | 2        | 0               | 0        | 100,00  |
| Burkina Faso | 3      | 3        | 0               | 1        | 100,00  |
| Frankreich   | 1      | 0        | 0               | 1        | 0,00    |
| Ghana        | 2      | 2        | 0               | 0        | 100,00  |
| Kamerun      | 1      | 1        | 0               | 0        | 100,00  |
| Kenia        | 1      | 0        | 0               | 1        | 0,00    |
| Madagaskar   | 4      | 0        | 0               | 4        | 0,00    |
| Mali         | 1      | 0        | 0               | 1        | 0,00    |
| Marokko      | 15     | 3        | 1               | 11       | 20,00   |
| Mauritius    | 1      | 1        | 0               | 0        | 100,00  |
| Namibia      | 6      | 2        | 1               | 3        | 33,33   |
| Nigeria      | 3      | 3        | 0               | 0        | 100,00  |
| Ruanda       | 1      | 1        | 0               | 0        | 100,00  |
| Sambia       | 2      | 2        | 0               | 0        | 100,00  |
| Schottland   | 1      | 0        | 0               | 1        | 0,00    |
| Schweiz      | 2      | 0        | 1               | 1        | 0,00    |
| Senegal      | 11     | 6        | 0               | 5        | 54,54   |
| Simbabwe     | 5      | 2        | 0               | 3        | 40,00   |
| Tonga        | 1      | 0        | 0               | 1        | 0,00    |
| Tunesien     | 11     | 6        | 1               | 4        | 54,54   |
| Uganda       | 6      | 2        | 0               | 4        | 33,33   |
| Gesamt       | 84     | 37       | 4               | 43       | 44,05   |

## Erfolge

### Weltmeisterschaften
Die Elfenbeinküste hat bisher an einer Weltmeisterschaft teilgenommen. Dabei schied sie 1995 ohne Sieg bereits in der Vorrunde wieder aus.
| Jahr | Resultat                                      | Spiele                                        | Siege                                         | Unent.                                        | Ndlg.                                         | +/-                                           | Punkte                                        |
| ---- | --------------------------------------------- | --------------------------------------------- | --------------------------------------------- | --------------------------------------------- | --------------------------------------------- | --------------------------------------------- | --------------------------------------------- |
| 1987 | nicht eingeladen                              | nicht eingeladen                              | nicht eingeladen                              | nicht eingeladen                              | nicht eingeladen                              | nicht eingeladen                              | nicht eingeladen                              |
| 1991 | nicht qualifiziert (1. Qualifikationsrunde)   | nicht qualifiziert (1. Qualifikationsrunde)   | nicht qualifiziert (1. Qualifikationsrunde)   | nicht qualifiziert (1. Qualifikationsrunde)   | nicht qualifiziert (1. Qualifikationsrunde)   | nicht qualifiziert (1. Qualifikationsrunde)   | nicht qualifiziert (1. Qualifikationsrunde)   |
| 1995 | Vorrunde                                      | 3                                             | 0                                             | 0                                             | 3                                             | 29:172                                        | 3                                             |
| 1999 | nicht qualifiziert (4. Qualifikationsrunde)   | nicht qualifiziert (4. Qualifikationsrunde)   | nicht qualifiziert (4. Qualifikationsrunde)   | nicht qualifiziert (4. Qualifikationsrunde)   | nicht qualifiziert (4. Qualifikationsrunde)   | nicht qualifiziert (4. Qualifikationsrunde)   | nicht qualifiziert (4. Qualifikationsrunde)   |
| 2003 | nicht qualifiziert (3. Qualifikationsrunde)   | nicht qualifiziert (3. Qualifikationsrunde)   | nicht qualifiziert (3. Qualifikationsrunde)   | nicht qualifiziert (3. Qualifikationsrunde)   | nicht qualifiziert (3. Qualifikationsrunde)   | nicht qualifiziert (3. Qualifikationsrunde)   | nicht qualifiziert (3. Qualifikationsrunde)   |
| 2007 | nicht qualifiziert (2. Qualifikationsrunde)   | nicht qualifiziert (2. Qualifikationsrunde)   | nicht qualifiziert (2. Qualifikationsrunde)   | nicht qualifiziert (2. Qualifikationsrunde)   | nicht qualifiziert (2. Qualifikationsrunde)   | nicht qualifiziert (2. Qualifikationsrunde)   | nicht qualifiziert (2. Qualifikationsrunde)   |
| 2011 | nicht qualifiziert (3. Qualifikationsrunde)   | nicht qualifiziert (3. Qualifikationsrunde)   | nicht qualifiziert (3. Qualifikationsrunde)   | nicht qualifiziert (3. Qualifikationsrunde)   | nicht qualifiziert (3. Qualifikationsrunde)   | nicht qualifiziert (3. Qualifikationsrunde)   | nicht qualifiziert (3. Qualifikationsrunde)   |
| 2015 | nicht qualifiziert (Division 1C)              | nicht qualifiziert (Division 1C)              | nicht qualifiziert (Division 1C)              | nicht qualifiziert (Division 1C)              | nicht qualifiziert (Division 1C)              | nicht qualifiziert (Division 1C)              | nicht qualifiziert (Division 1C)              |
| 2019 | nicht qualifiziert (Division 1B)              | nicht qualifiziert (Division 1B)              | nicht qualifiziert (Division 1B)              | nicht qualifiziert (Division 1B)              | nicht qualifiziert (Division 1B)              | nicht qualifiziert (Division 1B)              | nicht qualifiziert (Division 1B)              |
| 2023 | nicht qualifiziert (Afrikameisterschaft 2022) | nicht qualifiziert (Afrikameisterschaft 2022) | nicht qualifiziert (Afrikameisterschaft 2022) | nicht qualifiziert (Afrikameisterschaft 2022) | nicht qualifiziert (Afrikameisterschaft 2022) | nicht qualifiziert (Afrikameisterschaft 2022) | nicht qualifiziert (Afrikameisterschaft 2022) |
| 2027 | nicht qualifiziert (Dritte Phase)             | nicht qualifiziert (Dritte Phase)             | nicht qualifiziert (Dritte Phase)             | nicht qualifiziert (Dritte Phase)             | nicht qualifiziert (Dritte Phase)             | nicht qualifiziert (Dritte Phase)             | nicht qualifiziert (Dritte Phase)             |
| 2031 | noch ausstehend                               | noch ausstehend                               | noch ausstehend                               | noch ausstehend                               | noch ausstehend                               | noch ausstehend                               | noch ausstehend                               |

### Afrikameisterschaft
Die Elfenbeinküste nimmt seit 2001 an der jährlich ausgetragenen Afrikameisterschaft teil. Dabei gelang bisher kein Turniersieg. Einmal erreichte die Elfenbeinküste den vierten Platz.

### Weitere Test Matches
Aufgrund ihrer späten Etablierung im Jahr 1990 unternahm die Elfenbeinküste während der Amateurära kaum Touren nach alter Tradition, da sie um das Jahr 2000 zum Erliegen kamen. Heute stehen für Test Matches gegen Teams der nördlichen Hemisphäre jedes Jahr zwei Zeitfenster zur Verfügung: Bei den Mid-year Internationals im Juni kommen Teams aus Europa in die Elfenbeinküste, bei den End-of-year Internationals im November reisen die Ivorer nach Europa. Im Gegensatz zu den meisten anderen Rugbynationen spielt die Elfenbeinküste dabei jedoch um keine Trophäen gegen ihre Gegner.

## Spieler

### Aktueller Kader
Die folgenden Spieler bildeten den Kader für die Afrikameisterschaft 2021/22:
| Spieler             | Position         | Verein                        |
| ------------------- | ---------------- | ----------------------------- |
| Isaac Coulibaly     | Gedrängehalb     | US Seynoise                   |
| Firmin Douho        | Gedrängehalb     | RC Yopougon                   |
| Alexandre Pilati    | Gedrängehalb     | US Dax                        |
| Ezer Kosse          | Verbinder        | C’ Chartres Rugby             |
| Alexandre Lagarde   | Verbinder        | US Tyrosse                    |
| Christian Eba       | Innendreiviertel | Société omnisports de l’Armée |
| Yann Lohore         | Innendreiviertel | Palavas Lunel Rugby           |
| Andy Serele         | Innendreiviertel | Stade métropolitain           |
| Ange Taho           | Innendreiviertel | Oyonnax Rugby                 |
| Soualio Bakayoko    | Außendreiviertel | C’ Chartres Rugby             |
| Issa Bassono        | Außendreiviertel | Treichville Biafra Olympique  |
| Anthony Bazin       | Außendreiviertel | CS Vienne                     |
| Fabien Coublucq     | Außendreiviertel | US Orthez                     |
| Ben Yacouba Dembele | Außendreiviertel | Pessac                        |
| Oscar Lasme         | Außendreiviertel | CS Vienne                     |
| James Zié           | Außendreiviertel | C’ Chartres Rugby             |
| Benjamin Maurice    | Schlussmann      | RC Yopougon                   |
| Yannis Dit Robaglia | Schlussmann      | RC Massy                      |

| Spieler               | Position             | Verein                       |
| --------------------- | -------------------- | ---------------------------- |
| Mohamed Barro         | Hakler               | Ta Rugby Club Koumassi       |
| Elias Coulibaly       | Hakler               | Stade Français               |
| Ismaël Martin         | Hakler               | US Bressane                  |
| Welcome Bigger Bladi  | Pfeiler              | SC Mazamet                   |
| Kevin Brou            | Pfeiler              | Stade Dijonnais              |
| Youssouf Dosso        | Pfeiler              | AAS Sarcelles                |
| Emmanuel Gbapo        | Pfeiler              | Aviron Gruissanais           |
| Tiedie Koné           | Pfeiler              | Treichville Biafra Olympique |
| Marvin Pivert         | Pfeiler              | CA Périgueux                 |
| Quentin Poupeau       | Pfeiler              | Saint-Médard RC              |
| Christian Sahin       | Pfeiler              | RC Le Mans                   |
| Hamed Diarra          | Zweite-Reihe-Stürmer | US Tours                     |
| Firmin Doué           | Zweite-Reihe-Stürmer | RC Yopougon                  |
| Jean-Philippe Gori    | Zweite-Reihe-Stürmer | RC Pays de Roquefort         |
| Evrard Dion Oulai     | Zweite-Reihe-Stürmer | RC Massy                     |
| Paul Diallo Dit Peres | Flügelstürmer        | C’ Chartres Rugby            |
| Ouambourou Dosso      | Flügelstürmer        | Stade Domontois              |
| Mohamed Fofana        | Flügelstürmer        | AAS Sarcelles                |
| Dov Kosse             | Flügelstürmer        | UA Gujan Mestras             |
| Eric M’Bra            | Flügelstürmer        | Stade Pontellois             |
| Bakary Meité          | Flügelstürmer        | US Carcassonne               |
| Eugène N’Zi           | Flügelstürmer        | Aviron Gruissanais           |
| Louison N’Zoko        | Flügelstürmer        | Winners Stars Port Bouet     |

### Bekannte Spieler
Bisher ist noch kein ivorischer Spieler in die World Rugby Hall of Fame aufgenommen worden.

### Spielerstatistiken
Nachfolgend sind die wichtigsten Statistiken aufgelistet, die Spieler der Elfenbeinküste betreffen. Die mit * markierten Spieler sind noch aktiv und können sich weiter verbessern.
(Stand: Juli 2025)
| Rang | Name                 | Zeitraum  | Spiele |
| ---- | -------------------- | --------- | ------ |
| 01   | Ernest Bley          | 1993–1995 | 8      |
| 02   | Toussaint Djehi      | 1993–1995 | 8      |
| 03   | Ismaila Lassissi     | 1993–1995 | 8      |
| 04   | Lucien Niakou        | 1993–1995 | 8      |
| 05   | Jean-Baptiste Sathiq | 1993–1995 | 8      |
| 06   | Aboubakar Camara     | 1993–1995 | 7      |
| 07   | Athanase Dali        | 1993–1995 | 7      |
| 08   | Amidou Koné          | 1993–1995 | 7      |
| 09   | Alfred Okou          | 1993–1995 | 7      |
| 10   | Ble Aka              | 1993–1995 | 6      |

| Rang | Name                 | Zeitraum  | Punkte |
| ---- | -------------------- | --------- | ------ |
| 01   | Athanase Dali        | 1993–1995 | 31     |
| 02   | Aboubakar Camara     | 1993–1995 | 15     |
| 03   | Aboubacar Soulama    | 1994–1995 | 13     |
| 04   | Victor Kouassi       | 1993–1995 | 08     |
| 05   | Paulin Bouazo        | 1993–1995 | 05     |
| 06   | G. Kouassi           | 1993–1993 | 05     |
| 07   | Célestin N’Gabala    | 1994–1995 | 05     |
| 08   | Lucien Niakou        | 1993–1993 | 05     |
| 09   | Alfred Okou          | 1993–1995 | 05     |
| 10   | Jean-Baptiste Sathiq | 1993–1995 | 05     |

| Rang | Name                 | Zeitraum  | Versuche |
| ---- | -------------------- | --------- | -------- |
| 01   | Aboubakar Camara     | 1993–1995 | 3        |
| 02   | Paulin Bouazo        | 1993–1995 | 1        |
| 03   | Célestin N’Gabala    | 1994–1995 | 1        |
| 04   | Lucien Niakou        | 1993–1995 | 1        |
| 05   | Alfred Okou          | 1993–1995 | 1        |
| 06   | Jean-Baptiste Sathiq | 1993–1995 | 1        |
| 07   | Aboubacar Soulama    | 1994–1995 | 1        |
| 08   | S. Swatson           | 1994–1994 | 1        |